# Caloptilia ribesella
Caloptilia ribesella là một loài bướm đêm thuộc họ Gracillariidae. Nó được tìm thấy ở Hoa Kỳ (Colorado và Washington).
Ấu trùng ăn các loài Ribes, bao gồm Ribes bracteosum. Chúng ăn lá nơi chúng làm tổ.